# Генеральний соліситор США
Генеральний соліситор США (англ. Solicitor General of the United States) — четвертий найвищий посадовець у Міністерстві юстиції США, представляє федеральний уряд у справах у Верховному суді США. З 28 жовтня 2021 року цю посаду обіймає Елізабет Прелоґар. Генеральний соліситор призначається президентом США, за порадою та згодою Сенату США, та підзвітний Генеральному прокурору США.

## Історія створення посади
В середині 19 століття зростає обсяг юридичної роботи в федеральному уряді. Тоді усією юридичної роботою в федеральному уряді займався Генеральний прокурор США, а в цивільних справах федеральний уряд представляли приватні юристи (соліситори). Однак в федерального уряду та приватних юристів не завжди співпадали погляди на право. Крім того, федеральний уряд багато витрачав на послуги приватних юристів. Між 1864 та 1869 роками федеральний уряд витратив 733 208 доларів США (приблизно 16,5 мільйонів доларів США 2023 року).
З боку федерального уряду зростало невдоволення. В 1867 році Конгрес США попросив Генерального прокурора Генрі Стенбері підсумувати, які саме реформи необхідно було здійснити, щоб покращити роботу його офісу. Стенбері, між іншим, вказав, що потужностей його офісу недостатньо, щоб представляти федеральний уряд у справах, що розглядались Верховним судом США. Він зазначив, що з наявними ресурсами йому важко виконувати свою подвійну роль: слугувати юридичним радником федеральному уряду та виступати у Верховному суді від імені федерального уряду. Конгрес запропонував створити Міністерство юстиції, щоб консолідувати всю юридичну роботу федерального уряду в одному органі. Так, в 1870 році було створено Міністерство юстиції США, а в його складі був передбачався Офіс Генерального соліситора США. Зокрема, Федеральний судовий Акт 1870 року, яким утворювалось Міністерство Юстиції США, передбачав, що в складі Міністерства «має бути державний посадовець освічений в галузі права, щоб допомагати Генеральному прокурору у виконанні його обов'язків, який буде називатись Генеральним соліситором».

## Склад Офісу Генерального соліситора
Окрім власне Генерального соліситора, Офіс Генерального соліситора складається з чотирьох заступників Генерального соліситора та 17-и помічників Генерального соліситора. Троє заступників є кар'єрними юристами в Міністерстві юстиції. Четвертий заступник, відомий як «основний заступник», іноді його називають «політичним заступником» і, як і Генеральний соліситор, зазвичай залишає посаду після завершення роботи відповідної адміністрації президента США.
Генеральний соліситор або один із заступників, як правило, виступає із аргументами уряду в найважливіших справах у Верховному суді. В інших, менш важливіших справах, може виступати один із помічників Генерального соліситора або інший державний юрист. Генеральні соліситори, як правило, виступають з аргументами в шістьох-дев'ятьох справах за сессію Верховного суду, тоді як заступники виступають в чотирьох-п'ятьох справах, а помічники — у двох-трьох справах.

## Значимість
Генерального соліситора, офіс якого розташований в будівлі Верховного суду, а також у будівлі Міністерства юстиції, називають «десятим суддею» через тісні стосунки між суддями та генеральним соліситором (та їхніми відповідними помічниками і заступниками).
Найчастіше саме Офіс Генерального соліситора виступає захисником уряду у Верховному суді США. Зазвичай, впродовж Верховного суду працівники Офісу виступають десятки разів. Крім того, коли Офіс Генерального соліситора схвалює клопотання про перегляд справи, таке клопотання часто задовольняється, що є примітним, враховуючи, Верховний суд задовольняє лише від 75 до 125 із понад 7500 клопотань про перегляд справи, що подаються протягом строку повноважень суду.
За винятком власне суддів, Генеральний соліситор є одним із найвпливовіших і найобізнаніших членів юридичної спільноти щодо судових процесів у Верховному суді. Шість Генеральних соліситорів пізніше ставали суддями Верховного суду: Вільям Говард Тафт (який був 27-м президентом США до того, як став Головою Верховного суду), Стенлі Форман Рід, Роберт Г. Джексон, Тургуд Маршалл, та Елена Кейґан. Деякі з тих, хто обіймав інші посади в Офісі Генерального соліситора, пізніше також були призначені до Верховного суду. Наприклад, Голова Верховного суду Джон Робертс був головним заступником Генерального соліситора під час адміністрації Джорджа Буша-старшого, а суддя Верховного суду Семюел Аліто був помічником Генерального соліситора. Останньою суддею Верховного суду, яка раніше обіймала посаду Генерального соліситора, стала Елена Кейґан. Серед осіб, які колись обіймали посаду Генерального соліситора, були й такі, яких висували на посаду судді Верховного суду, але не призначили — Роберт Борк.
У Міністерстві юстиції Генеральний соліситор має значний вплив на всі апеляції, подані міністерством. Генеральний соліситор є єдиним державним службовцем США, який згідно зі законом зобов'язаний бути «освіченим у галузі права». Щоразу, коли Міністерство юстиції перемагає на стадії розгляду справи в першій інстанції, а сторона, яка програла, подає апеляцію, відповідний підрозділ Міністерства юстиції автоматично реагує та починає захищати рішення в апеляційному процесі. Однак, якщо Міністерство юстиції програло в першій інстанції, апеляцію можна подати лише з дозволу Генерального соліситора. Наприклад, якщо департамент з відшкодування шкоди програє суд присяжних у федеральному окружному суді, це рішення не може бути оскаржене Апеляційним Офісом без схвалення Генерального соліситора.

## Запит на думку Генерального соліситора
Вирішуючи, чи слід задовольняти клопотання про перегляд у справі, де федеральний уряд не є стороною, Верховний суд інколи вимагатиме, щоб Генеральний соліситор висловився стосовно справи. Це називається запитом на думку Генерального соліситора. У відповідь на такий запит Генеральний соліситор надає короткий висновок про те, чи слід задовольняти клопотання та, як правило, яка сторона має перемогти.
Хоча запит на думку формально є проханням, Офіс Генерального соліситора розглядає його як наказ. Філіп Елман, який працював юристом в Офісі Генерального соліситора та був основним автором позиції федерального уряду у справі «Браун проти Ради з питань освіти», написав: «Коли Верховний суд надсилає вам запит, це еквівалент королівського наказу. Запити від Верховного Суду просто неможна відхиляти».
Верховний суд зазвичай робить запит на думку Генерального соліситора, якщо судді вважають клопотання важливим та, можливо, розглядають можливість його задовольнити, але хотіли б отримати юридичний висновок, перш ніж приймати таке рішення. Приклади включають випадки, коли у справі є федеральні інтереси; якщо виникає нове, безпрецедентне питання; або коли питання в процесі розвитку, можливо, стало більш складним або впливає на інші питання.
Хоча зазвичай немає крайнього терміну, до якого Генеральний соліситор повинен відповісти на запит на думку, висновки у відповідь на запит зазвичай подаються тричі на рік: наприкінці травня, що дозволяє розглянути клопотання до того, як Верховний суд йде на літню перерву; в серпні, що дозволяє відправити клопотання в «літній список», щоб розглянути її наприкінці перерви; і в грудні, що дозволяє заслухати справу до кінця поточного терміну Верховного Суду.

## Традиції
З моменту заснування Офісу Генерального соліситора в 1870 році склалось кілька традицій. Під час усного провадження, тобто аргументів сторін перед судом, Генеральний соліситор та його або її заступники традиційно одягнені в офіційні візитки, хоча Елена Кейґан, перша жінка, яка обіймала цю посаду не лише як виконуючий обов'язки, вирішила відмовитися від цієї практики.
Іншою традицією є практика визнання помилки. Якщо уряд переміг у суді нижчої інстанції, але Генеральний соліситор не погоджується з результатом, Генеральний соліситор може визнати помилку, після чого Верховний суд скасовує рішення суду нижчої інстанції та повертає справу на повторний розгляд.